# Marina (biljni rod)
Marina je rod mahunarki iz tribusa Amorpheae, dio potporodice Faboideae. Postoji 40 vrsta raširenih od juga SAD-a (Kalifornija, Novi Meksiko, Arizona) preko Meksika na jug do Kostarike.

## Vrste
1. Marina alamosana (Rose) Barneby
2. Marina brevis León de la Luz
3. Marina calycosa (A.Gray) Barneby
4. Marina capensis Barneby
5. Marina catalinae Barneby
6. Marina chrysorrhiza (A.Gray) Barneby
7. Marina crenulata (Hook. & Arn.) Barneby
8. Marina diffusa (Moric.) Barneby
9. Marina dispansa (Rydb.) Barneby
10. Marina divaricata (Benth.) Barneby
11. Marina evanescens (Brandegee) Barneby
12. Marina gemmea Barneby
13. Marina ghiesbreghtii Barneby
14. Marina goldmanii (Rose) Barneby
15. Marina gracilis Liebm.
16. Marina gracillima (S.Watson) Barneby
17. Marina grammadenia Barneby
18. Marina greenmaniana (Rose) Barneby
19. Marina holwayi (Rose) Barneby
20. Marina interstes Barneby
21. Marina maritima (Brandegee) Barneby
22. Marina melilotina Barneby
23. Marina minor (Rose) Barneby
24. Marina minutiflora (Rose) Barneby
25. Marina neglecta (B.L.Rob.) Barneby
26. Marina nutans (Cav.) Barneby
27. Marina oculata (Rydb.) Barneby
28. Marina orcuttii (S.Watson) Barneby
29. Marina palmeri (Rose) Barneby
30. Marina parryi (Torr. & A.Gray) Barneby
31. Marina peninsularis (Rose) Barneby
32. Marina procumbens (Moc. & Sessé ex DC.) Barneby
33. Marina pueblensis (Brandegee) Barneby
34. Marina sarodes Barneby
35. Marina scopa Barneby
36. Marina spiciformis (Rose) Barneby
37. Marina stilligera Barneby
38. Marina unifoliolata (B.L.Rob. & Greenm.) Barneby
39. Marina vetula (Brandegee) Barneby
40. Marina victoriae León de la Luz

## Sinonimi
- Carroa C.Presl
- Trichopodium C.Presl